# Rue de la Corrèze
La rue de la Corrèze est une voie du 19e arrondissement de Paris, en France.

## Situation et accès
La rue de la Corrèze est une voie publique située dans le 19e arrondissement de Paris. Elle débute au 100, boulevard Sérurier et se termine avenue Ambroise-Rendu.

## Origine du nom

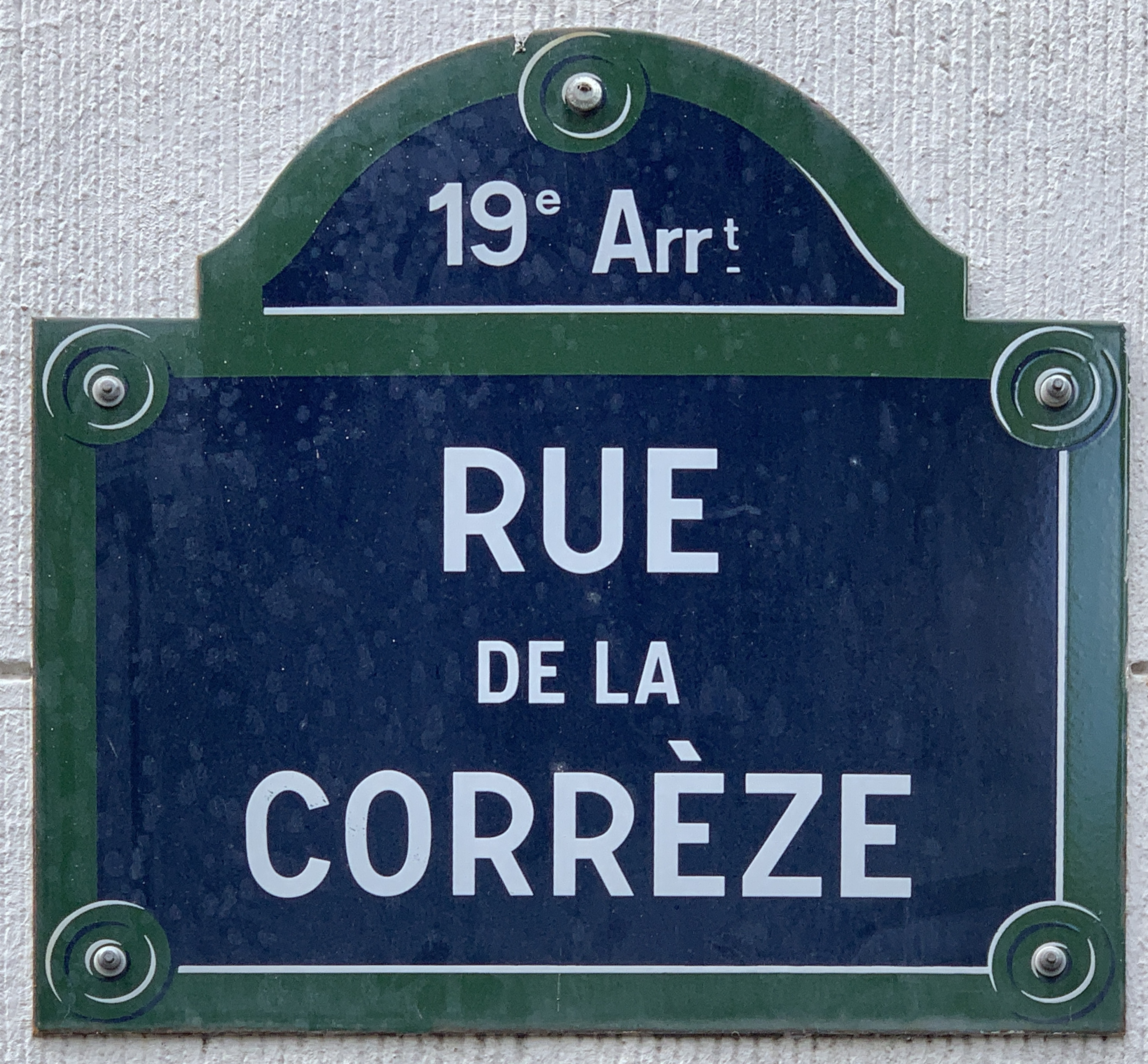
Plaque de la rue.

Cette voie a pris le nom de la Corrèze, rivière qui a donné son nom au département de la Corrèze, affluent de la Vézère.

## Historique
La rue a été ouverte par l'Office public d'habitations de la ville de Paris et a pris sa dénomination actuelle en 1934, sur l'emplacement du bastion no 23 de l'enceinte de Thiers.